# Fereydun
Fereydun (en persa: فریدون), también pronunciado como Firēdūn en persa medieval, Frēdōn en persa medio, y Θraētaona o Thraetaona en avéstico), es el nombre de un héroe y rey mítico que es un emblema de la victoria, la justicia y la generosidad en la literatura persa.

## Etimología
Todas las formas del nombre derivan, por evolución del idioma, del proto-iranio Θraitaunah y del proto-indo-iranio Traitaunas: un derivado (con el sufijo aumentativo -una/-auna) de Trita, el nombre de una deidad mencionada en el Rig-veda, y del avéstico Θrita. Ambos nombres son idénticos, significando el tercero, un término usado por una deidad de menor importancia asociada a dos otros dioses para formar una tríada. En los Vedas hindúes Trita se asocia a los dioses del trueno y del viento. También es llamado Āptya, un nombre que probablemente sea cognado de Āθβiya, el nombre del padre de Θraētaona en el Avesta. Traitaunas se puede por lo tanto interpretar como el gran hijo de la deidad Tritas.

## Θraētaona en la literatura zoroástrica
En el Avesta, Θraētaona es el hijo de Āθβiya, por lo que es llamado Āθβiyāni, "de la familia de Āθβiya". Originalmente era el matador del dragón Azi Dahaka, pero en textos persas posteriores se presume que Azi Dahaka está prisionero en el monte Damavand Amol.

## Fereydun en el Shāhnāmeh
Según el Shahnameh (Libro de los Reyes de Ferdousí) Fereydun era el hijo de Abtin, uno de los descendientes de Jamshid, que junto con Kaveh se rebeló contra Azi Dahaka, derrotándolo y aprisionándolo (o matándolo según ciertas versiones, a pesar de que el Azi Dahaka no podía morir) en la montaña sagrada de Hara Berezaiti. Según el mito, Fereydun se convirtió en rey y gobernó el país por cerca de 500 años. Al final de su vida repartió su reino entre sus tres hijos: Salm, Tur, e Iraj. Iraj era el más joven y el favorito de Fereydun, por lo que heredó la mejor parte del reino: Irán. Salm heredó Anatolia (Rum, que significa el oeste) y Tur heredó Asia Central (Turán, todas las tierras al norte y al este del río Amu Daria, hasta China), respectivamente. Este reparto despertó la envidia de los hermanos de Iraj y les animó a asesinarle. Después del asesinato, Fereydun entronizó a Manuchehr, nieto de Iraj. La tentativa de Manuchehr de vengar el asesinato de su abuelo dio comienzo a las guerras irano-turanias.